# Sacrifice (2023)
Sacrifice (2023) foi um evento de luta profissional produzido pela Impact Wrestling. O evento aconteceu no dia 24 de março de 2023, no St. Clair College em Windsor, Ontário, Canadá, e foi ao ar no Impact Plus e YouTube. Foi o 14º evento na cronologia Sacrifice e o primeiro evento televisionado do Impact no Canadá desde 2019. O evento também contou com lutadores da promoção parceira New Japan Pro-Wrestling (NJPW).
Onze lutas foram disputadas no evento, incluindo duas no pré-show e uma gravada como exclusiva digital. No evento principal, Time Machine (Alex Shelley, Chris Sabin e Kushida) derrotou Frankie Kazarian, Rich Swann e Steve Maclin em uma luta de trios. Em outras partidas importantes, Bully Ray derrotou Tommy Dreamer em uma luta Busted Open, Trey Miguel derrotou Lince Dorado para reter o Campeonato da Divisão X da Impact, Joe Hendry derrotou Brian Myers para reter o Campeonato Mídia Digital da Impact e Mike Bailey derrotou Jonathan Gresham na luta de abertura. O evento também contou com o retorno de Scott D'Amore e Tasha Steelz, e uma participação especial do ex-atacante do Detroit Red Wings, Darren McCarty. No pré-show, foi anunciado que Josh Alexander havia sofrido uma ruptura no tríceps e estava desocupando o Campeonato Mundial da Impact. Seu oponente no Rebellion, Steve Maclin, ocupou seu lugar no evento principal.